# Edesské hrabství
Edesské hrabství (latinsky Comitatus Edessanus, starofrancouzsky Conté de Édese) bylo jedním z křižáckých států, založeným během první křížové výpravy v Edesse, městě s antickou historií a dlouhou křesťanskou tradicí. Hrabství Edessa se lišilo od ostatních křižáckých států ve Svaté zemi, a to tím, že bylo vnitrozemské, bylo vzdálené od ostatních křižáckých držav a bylo obklopené muslimským územím. Polovina jeho území, včetně hlavního města, se nacházela na východ od Eufratu. Západní polovina hrabství byla správně a vojensky kontrolována z pevnosti Turbessel.

## Historie

### Křižácká základna

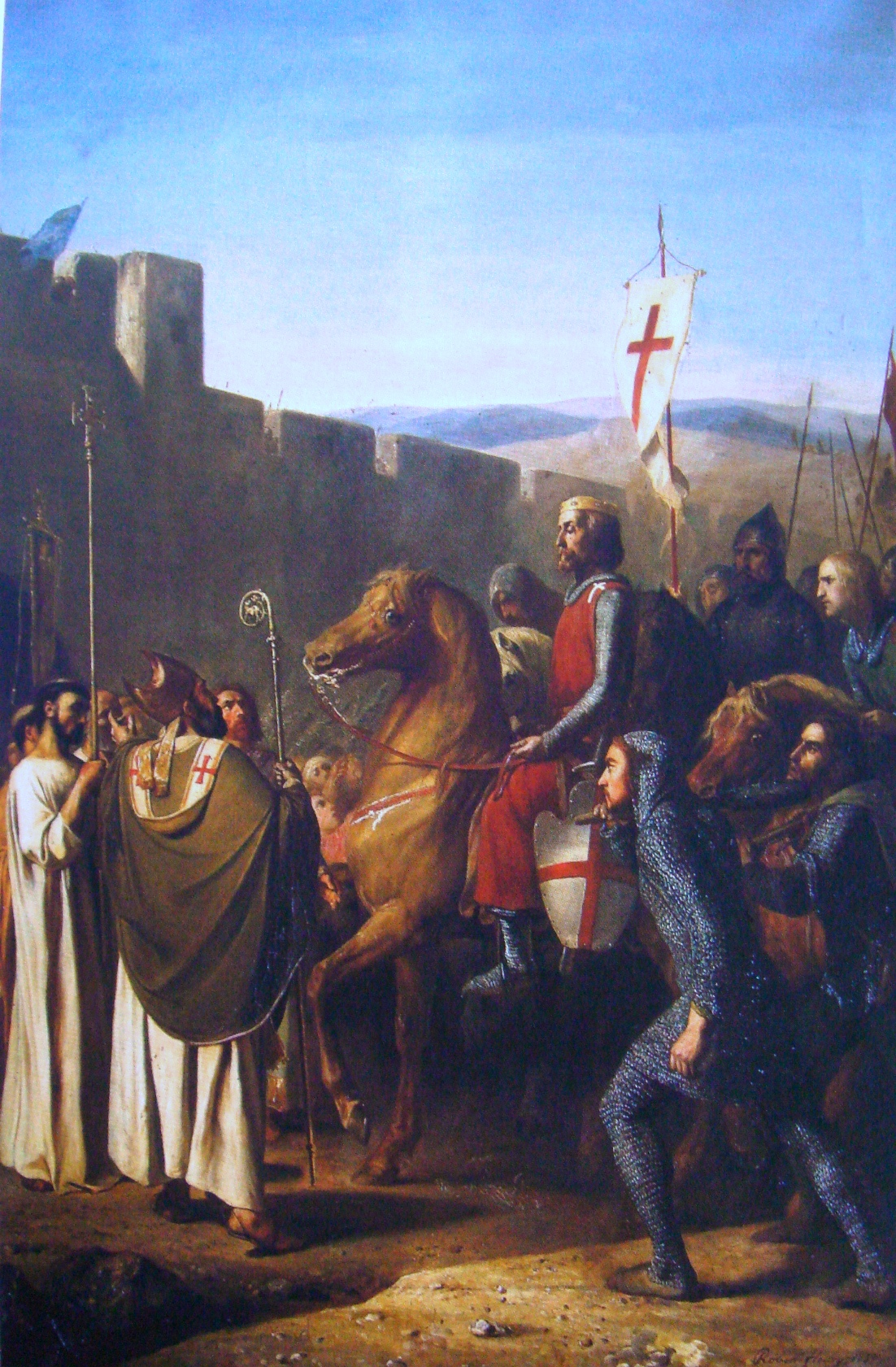
Balduin z Boulogne vstupuje do Edessy, únor 1098. Obraz od J. Roberta-Fleury, 1840

Roku 1097 Balduin z Boulogne opustil se svým vojskem hlavní voj, který zatím táhl na jih na Antiochii a Jeruzalém. Odešel nejprve do Kilíkie, poté na východ do Edessy. Tady přesvědčil (či spíše donutil) zdejšího řeckého vládce Thorose z Edessy, aby ho adoptoval a určil svým nástupcem. Thoros se hlásil k řeckému pravoslaví, kvůli čemuž nebyl oblíben zdejším arménským obyvatelstvem, vyznávajícím monofyzitismus. Thoros byl krátce po přijetí Balduina zavražděn, ačkoliv není zcela jisté, jestli s tím měl tenkrát Balduin cokoliv společného. V každém případě byl teď Balduin samostatným vládcem. Přijal titul, na který byl zvyklý z Francie - hrabě.
Roku 1100 zemřel Balduinův starší bratr Godefroi z Bouillonu, který vládl v Jeruzalémě jako Ochránce Božího hrobu a Balduin byl o Vánocích 1100 korunován králem. Své hrabství předal svému bratranci Balduinovi Le Bourg. Ten uzavřel spojenectví s Joscelinem z Courtenay, který byl pánem hradu Turbessel, důležitého mocenského centra proti seldžuckým Turkům.
Nově příchozí páni ze západní Evropy navázali dobré vztahy s místním arménským obyvatelstvem a nebránili se ani vzájemným sňatkům; první tři páni z Edessy byli ženatí s Arménkami. První manželka Balduina I. zemřela roku 1097 v Maraši. Po svém triumfu v Edesse se oženil s Ardou, vnučkou Konstantina Roupedina z Arménie, Balduin Le Bourg byl ženatý s dcerou Gabriela z Melitenu Morfií a Joscelin z Courtenay se oženil s Konstantinovou dcerou.

### Konflikty s muslimskými sousedy

Územní vývoj Edesského hrabství 1098–1131

Balduin II. (Balduin Le Bourg) se rychle zapojil do událostí v Sýrii a Antiochii. V roce 1103 pomohl Bohemundovi I. z Antiochie dostat výkupné od tureckého rodu Danišmendovců a o rok později společně s Bohemundem zaútočili na byzantská teritoria v Kilíkii. Později v roce 1104 turecký vládce Mosulu zaútočil na edesské hrabství a v bitvě u Harránu Balduina II. a Joscelina porazil a oba je zajal. Bohemundův synovec Tankred se stal regentem hrabství a vládl se zdejším guvernérem Richardem ze Salerna. Roku 1108 byli Joscelin a Balduin II. za výkupné propuštěni a Balduin II. začal neprodleně bojovat o znovuzískání svého města, kde se mezitím pohodlně usadil Tankred a k předání vlády Balduinovi se vůbec neměl. Tankred byl však nakonec poražen za pomoci několika zdejších emírů, kteří Balduinovi vypomohli.
V roce 1110 dobyl země na východ od Eufratu Maudúd z Mosulu, nicméně stejně jako útoky předtím nebyl ani tento následován tažením přímo na Edessu.
V roce 1118 zemřel jeruzalémský král Balduin I. a na jeho místo nastoupil jeho synovec, edesský hrabě Balduin II., jako Balduin II. Jeruzalémský. Ačkoliv se objevovala tvrzení, že právoplatný nástupce je Balduinův starší bratr Eustach z Boulogne, ten byl však ve Francii a o královský titul nestál. Edessa byla o rok později předána Joscelinovi, který byl roku 1122 znovu zajat a uvězněn. Balduina II., který se pokusil svého soukmenovce osvobodit, čekal stejný osud – porážka a vězení. Jeruzalém se octl bez krále. Nicméně roku 1123 se Joscelinovi podařilo svým věznitelům uprchnout a Balduina II. následujícího roku osvobodit.

### Pád Edessy
V roce 1131 Joscelin padl v bitvě a jeho místo zaujal jeho syn, Joscelin II. z Edessy. V té době ovšem muslimský vládce Zengí sjednotil turecká centra Aleppo a Mosul a začal Edessu ohrožovat. Zatím se Joscelin II. snažil zabezpečit svou zemi a žádal o pomoc Antiochijské knížectví a hrabství Tripolis, kde však byl odmítnut. Zengí město roku 1144 oblehl a o Vánocích téhož roku jej dobyl. Joscelin II. vládl dál na západě a v září 1146 se mu podařilo využít Zengího smrti k znovudobytí Edessy. Město však dlouho neudržel, ještě v listopadu 1146 bylo ztraceno a Joscelinovi se podařilo zachránit pouze holý život. V roce 1150 byl Joscelin II. zajat Zengího synem Núr ad-Dínem a vězněn v Aleppu až do své smrti celých devět let. Joscelinova žena poté prodala pevnost Turbessel a odjela i s rodinou do Jeruzaléma. Území opuštěného panství byla rozdělena mezi Núr ad-Dína a ikonyjského sultána.
Hrabství Edessa bylo prvním státem založeným křižáky na Blízkém východě, zároveň však také prvním, který byl ztracen. Pád města zpět do rukou muslimů měl za následek druhou křížovou výpravu.

## Obyvatelstvo a demografie
Edessa byla největším státem, který křižáci ve Svaté zemi založili, měl však z nich nejmenší počet obyvatel, přibližně asi deset tisíc. Hrabství se v době své největší rozlohy rozkládalo od Antiochijského knížectví na západě a podél Eufratu na východ. Jih a východ země byl pod silným vlivem muslimských center Mosulu, Aleppa a Jaziry (město v severním Iráku). Obyvatelé byly převážně Asyřané a Arméni, hlásící se k monofyzitizmu, dále zde bylo silné zastoupení řeckých ortodoxních a muslimů. Ačkoliv křesťanů západního ritu bylo v zemi velmi málo, prakticky jen páni přicházející z Francie a jejich doprovod, byl v Edesse dosazen latinský patriarcha.

## Vazalská panství v Edesse

### Panství Tubesselské
Turbessel bylo původně panství Joscelina I. v době, když ještě nevládl přímo v Edesse. Z tohoto centra se spravovala oblast hrabství Edessy na západ od Eufratu a také střežila hranice s Antiochií. Turbessel se stal „exilovým“ sídlem edesského hraběte v době, kdy hlavní město padlo do rukou Turků. Hrad i se zbývající částí panství byl prodán Byzantincům těsně před tím, než bylo dobyto muslimy.

## Seznam vládců Edessy

Erby knížat Edessy
poté Courtenay
hrabata z Rethelu

- Balduin I. (1098–1100)
- Balduin II. (1100–1104) – první období vlády
  - regent Tankred Galilejský společně s guvernérem Richardem ze Salerna (1104–1108)
- Balduin II. (1108–1118) – druhé období vlády
- Joscelin I. (1119–1131)
- Joscelin II. (1131–1150) (zemřel v roce 1159)
- v jeruzalémském exilu Joscelin III. (1159)